# Carmen (Uruguay)
Carmen ist eine Stadt in Uruguay.

## Geographie
Sie befindet sich auf dem Gebiet des Departamento Durazno in dessen Sektoren 4 und 10. Sie liegt dabei in der Cuchilla de la Mariscala nordwestlich von Sarandí del Yí und nordöstlich von Durazno, mit denen sie über die Ruta 14 verbunden ist. Die Entfernung zur Departamento-Hauptstadt beträgt dabei circa 50 Kilometer.

## Geschichte
Am 4. Juli 1908 wurde Carmen per Gesetz Nr. 3.305 der Status „Pueblo“ zuerkannt.

## Infrastruktur
Die Straße Ruta 14 quert die Stadt in Ost-West-Richtung.

## Einwohner
Der Ort hatte bei der Volkszählung im Jahr 2011 2.692 Einwohner, davon 1.391 männliche und 1.301 weibliche.
| Jahr | Einwohner |
| ---- | --------- |
| 1963 | 2.200     |
| 1975 | 2.410     |
| 1985 | 2.208     |
| 1996 | 2.284     |
| 2004 | 2.661     |
| 2011 | 2.692     |

Quelle: DOC

## Stadtverwaltung
Die Municipio Villa del Carmen wurde 2010 gegründet. Der einzige Ort dieser 479 km² großen Gemeinde ist die Stadt Villa del Carmen. Bürgermeister (Alcalde) der Municipio ist Fernando Hector Rodriguez.